# Stanci (gmina Aleksinac)
Stanci (cyr. Станци) – wieś w Serbii, w okręgu niszawskim, w gminie Aleksinac. W 2011 roku liczyła 174 mieszkańców.